# Refuge d'oiseaux migrateurs de Cap-Saint-Ignace
Le refuge d'oiseaux migrateurs de Cap-Saint-Ignace est une aire protégée du Canada et l'un des 28 refuges d'oiseaux migrateurs située dans la province de Québec. Ce refuge est situé près de Cap-Saint-Ignace et est composé en majorité de batture. Il protège une halte de migration importante pour l'Oie des neiges et de nombreux canards.

## Géographie
Le refuge a une superficie de 130,19 ha, dont seulement 0,1 ha sont terrestres.